# 红色专线车
上海红色专线车是中華人民共和國上海市一個红色双层都市旅游观光巴士，該巴士路線沿途經過上海的與中国共产党有關的歷史建築，共分為五個站點，分別為中共一大纪念馆、中共二大会址纪念馆、中共四大纪念馆、南京东路和五卅运动纪念碑。红色专线车上有语音讲解，途徑中共歷史建築時可以收聽語音講解。红色专线车全程20公里，行車時間大约90分钟。上海红色专线车由上海春秋旅游負責運營。上海红色专线车於2021年5月25日试运行，7月1日前正式运行。